# Jimmy Dixon
Jimmy Dixon (ur. 10 października 1981 w Tubmanburgu) – liberyjski piłkarz grający na pozycji środkowego obrońcy. Od 2013 roku gra w klubie Boluspor.

## Kariera klubowa
Karierę piłkarską Dixon rozpoczął w klubie Mark Professionals z Monrovii. W 1998 roku zadebiutował w jego barwach w liberyjskiej Premier League. W lidze Liberii grał przez 2 lata.
W 2000 roku Dixon przeszedł do szwedzkiego zespołu Floda BoIF, grającego w piątej lidze. W 2002 roku został zawodnikiem drugoligowego BK Häcken. Grał w nim w podstawowym składzie. W 2004 roku awansował z Häcken do pierwszej ligi Szwecji i na tym poziomie rozgrywek grał w Häcken do końca 2006 roku.
Na początku 2007 roku Dixon odszedł z Häcken do Malmö FF. Zadebiutował w nim 7 kwietnia 2007 w zremisowanym 1:1 wyjazdowym meczu z Elfsborgiem. W Malmö Liberyjczyk grał przez 2,5 sezonu.
W połowie 2009 roku Dixon podpisał kontrakt z tureckim klubem Vestel Manisaspor. W tureckiej lidze swój debiut zanotował 9 sierpnia 2009 w meczu z Eskişehirsporem (0:0).
W 2012 roku Dixon wrócił do BK Häcken, a na początku 2013 roku został zawodnikiem Bolusporu.
| Sezon   | Klub               | Kraj    | Rozgrywki      | Mecze | Bramki |
| ------- | ------------------ | ------- | -------------- | ----- | ------ |
| 1998    | Mark Professionals | Liberia | Premier League | ?     | ?      |
| 1999    | Mark Professionals | Liberia | Premier League | ?     | ?      |
| 2000    | Floda BoIF         | Szwecja | V. liga        | ?     | ?      |
| 2001    | Floda BoIF         | Szwecja | V. liga        | ?     | ?      |
| 2002    | BK Häcken          | Szwecja | Superettan     | 16    | 2      |
| 2003    | BK Häcken          | Szwecja | Superettan     | 29    | 1      |
| 2004    | BK Häcken          | Szwecja | Superettan     | 26    | 1      |
| 2005    | BK Häcken          | Szwecja | Allsvenskan    | 23    | 0      |
| 2006    | BK Häcken          | Szwecja | Allsvenskan    | 22    | 0      |
| 2007    | Malmö FF           | Szwecja | Allsvenskan    | 21    | 0      |
| 2008    | Malmö FF           | Szwecja | Allsvenskan    | 21    | 1      |
| 2009    | Malmö FF           | Szwecja | Allsvenskan    | 11    | 0      |
| 2009/10 | Vestel Manisaspor  | Turcja  | Süper Lig      | 10    | 0      |
| 2010/11 | Vestel Manisaspor  | Turcja  | Süper Lig      | 31    | 4      |
| 2011/12 | Vestel Manisaspor  | Turcja  | Süper Lig      | 24    | 0      |
| 2012    | BK Häcken          | Szwecja | Allsvenskan    | 2     | 0      |
| 2012/13 | Boluspor           | Turcja  | 1. Lig         |       |        |

## Kariera reprezentacyjna
W reprezentacji Liberii Dixon zadebiutował w 1999 roku. W 2002 roku został powołany do kadry na Puchar Narodów Afryki 2002. Wystąpił na nim w 3 spotkaniach: z Mali (1:1), z Algierią (2:2) i z Nigerią (0:1).